# Alphabet Bohorič

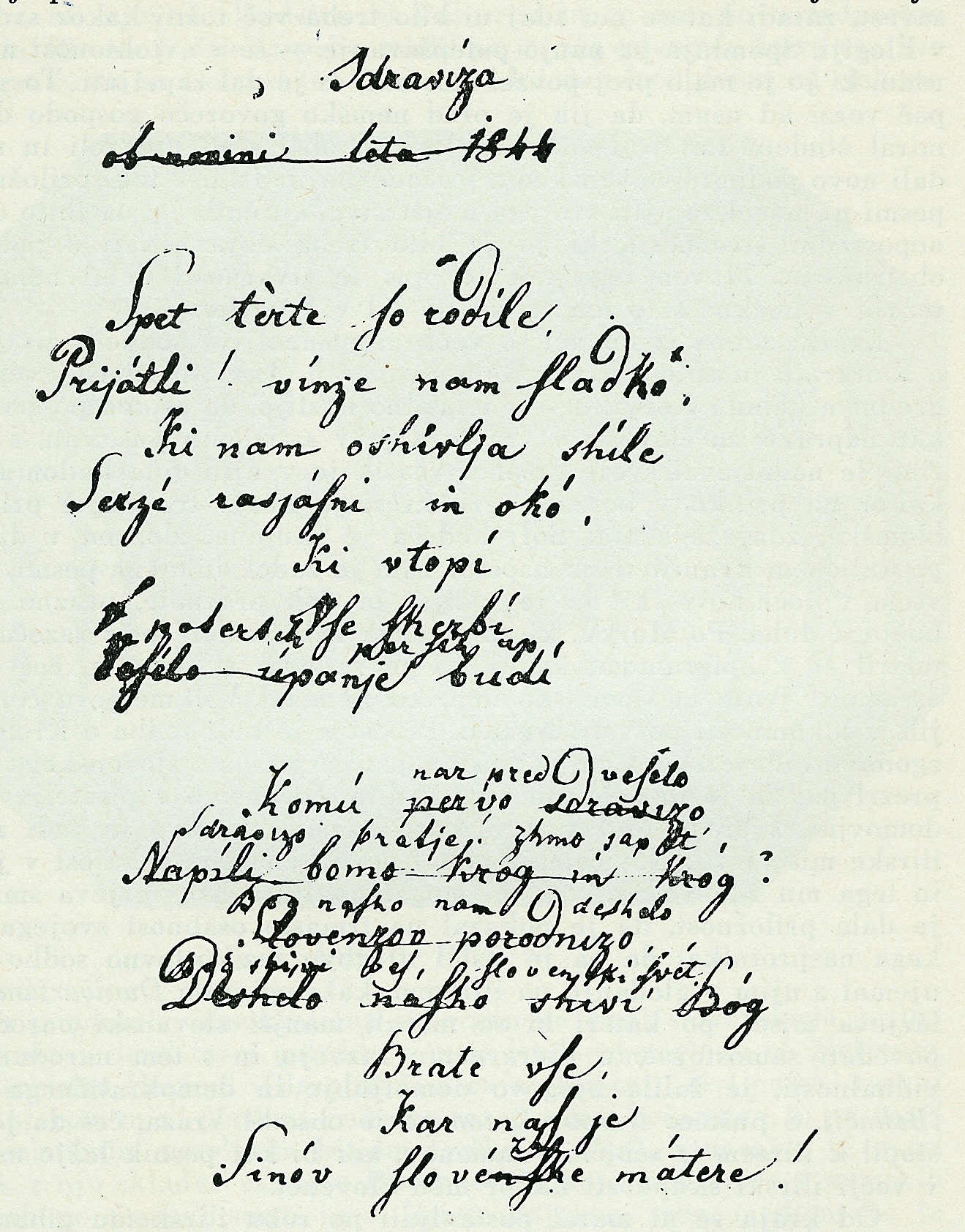
Première version de l'hymne national slovène Zdravljica par France Prešeren, en alphabet Bohorič

L'alphabet Bohorič (en slovène bohoričica) était une orthographe utilisée pour le slovène du XVIe au XIXe siècle. Son nom vient d'Adam Bohorič, qui codifia cet alphabet en 1584 dans son ouvrage Arcticae Horulae Succisivae (« Moments perdus hivernaux »).
Il fut utilisé pour la première fois par le prédicateur luthérien Primož Trubar, auteur du premier ouvrage imprimé en slovène (Catechismus, 1550). Trubar ne suivait cependant pas de règles strictes, et utilisait souvent différentes orthographes pour le même mot.

## Description
L'alphabet est fait de 25 lettres (y compris 3 digrammes), dans l'ordre suivant :

a  b  d  e  f  g  h  i  j  k  l  m  n  o  p  r  ſ  ſh  s  sh  t  u  v  z  zh

Il diffère de l'alphabet slovène moderne en ce qui concerne les lettres suivantes :
| majuscule | minuscule | API  | slovène moderne |
| --------- | --------- | ---- | --------------- |
| Z         | z         | /ts/ | c               |
| ZH        | zh        | /tʃ/ | č               |
| S, Ş      | ſ         | /s/  | s               |
| SH, ŞH    | ſh        | /ʃ/  | š               |
| S         | s         | /z/  | z               |
| SH        | sh        | /ʒ/  | ž               |

(Dans ces cas de différence, la valeur des lettres Bohorič sans h final ressemble un peu à l'allemand.) 
Dans les premiers temps de l'alphabet Bohorič, certaines lettres partageaient la même forme majuscule :
- I était la majuscule de i et j,
- V était la majuscule de u et v,
- S était la majuscule de s et ſ,
- SH était la majuscule de sh et ſh.

Il existait d'autres différences par rapport à l'orthographe slovène moderne. Le son schwa (/ə/) précédant un r était toujours écrit e, alors qu'en slovène moderne le e est omis sauf avant un -r final : le nom slovène de Trieste, Trst, était donc écrit Terſt, le mot « place » était écrit terg au lieu de l'orthographe moderne trg, etc. Les prépositions d'une seule lettre comme v « dans », s/z « avec » ou k/g « à » étaient écrites avec une apostrophe : ainsi, « à Ljubljana » serait écrit v'Ljubljani au lieu de v Ljubljani en orthographe moderne, « (aller) chez moi » serait k'meni au lieu de k meni, etc.

## Défauts et contestation
L'alphabet Bohorič eut beaucoup de succès, mais il souffrait d'un certain nombre de déficiences :
- Le slovène a huit voyelles, mais l'alphabet Bohorič n'a que cinq lettres pour les voyelles (l'orthographe slovène moderne a le même défaut).
- Le groupe sh peut être lu soit comme deux lettres séparées, soit comme un digramme (bien que cela ne concerne qu'une poignée de mots, par exemple shujšati « perdre du poids »).
- Il ne fait pas la différence entre voyelles longues et courtes (l'orthographe slovène moderne non plus).
- Il ne fait pas la différence entre ton haut et bas (l'orthographe slovène moderne non plus).

Une controverse sur la réforme de l'orthographe, appelée en slovène abecedna vojna « guerre de l'alphabet », eut lieu dans les années 1830. Après avoir expérimenté divers alphabets (Metelko, Dajnko), les Slovènes commencèrent vers 1850 à utiliser l'alphabet moderne (dit alphabet Gaj), déjà en usage pour le croate, et formé à partir de l'alphabet tchèque.